# جیمی فونتانا
جیمی فونتانا (ایتالیایی: Jimmy Fontana؛ ۱۳ نوامبر ۱۹۳۴ – ۱۱ سپتامبر ۲۰۱۳) بازیگر، آهنگساز، خواننده و ترانه‌سرای اهل ایتالیا بود.
دو ترانهٔ مشهور او «چه خواهد شد» و «دنیا» نام دارد که اولی توسط خوزه فلیسیانو اجرا شده‌است.
از فیلمها یا سریال‌هایی که وی در ساختِ موسیقی آن‌ها نقش داشته است، می‌توان به در آخرین لحظه اشاره کرد.